# Canavese (Wein)

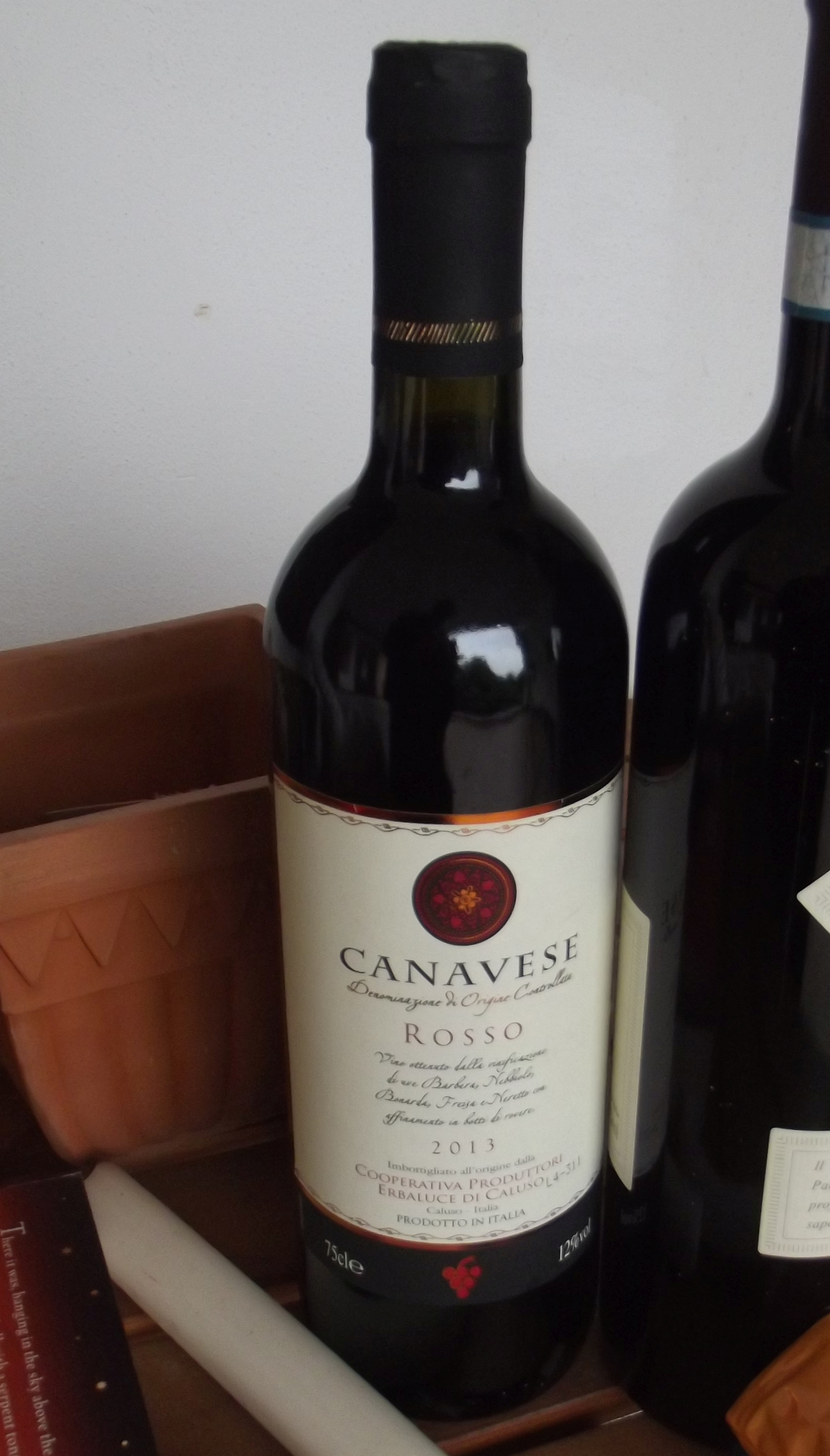

Canavese ist eine Bezeichnung für verschiedene italienische Weine, die in den Provinzen Turin, Biella und Vercelli in der Region Piemont produziert werden. Die Weine haben eine geschützte Herkunftsbezeichnung – DOC. Nachdem im Jahr 1967 der Erbaluce di Caluso den Status einer Denominazione di origine controllata (kurz DOC) erhalten hatte, konnte sich am 12. September 1996 das ganze Anbaugebiet Canavese über diese Auszeichnung freuen. Am 7. März 2014 wurden die Produktionsvorschriften aktualisiert.

## Anbaugebiet
Die zugelassenen Rebflächen befinden sich:
- in der Metropolitanstadt Turin in folgenden Gemeinden: Agliè, Albiano d’Ivrea; Alice Superiore, Andrate, Azeglio, Bairo, Baldissero Canavese, Balangero, Banchette, Barbania, Barone Canavese, Bollengo, Borgiallo, Borgofranco d’Ivrea, Borgomasino, Burolo, Busano, Cafasse, Caluso, Candia Canavese, Caravino, Carema, Cascinette d’Ivrea, Castellamonte, Castelnuovo Nigra, Chiaverano, Chiesanuova, Ciconio, Cintano, Colleretto Castelnuovo, Colleretto Giacosa, Corio, Coassolo Torinese, Cossano Canavese, Cuceglio, Cuorgnè, Favria, Feletto, Fiorano Canavese, Forno Canavese, Front, Germagnano, Ivrea, Lanzo Torinese, Lessolo, Levone, Loranzè, Lugnacco, Lusigliè, Maglione, Mazzè, Mercenasco, Montalenghe, Montalto Dora, Nomaglio, Oglianico, Orio Canavese, Ozegna, Palazzo Canavese, Parella, Pavone Canavese, Pecco, Perosa Canavese, Pertusio, Piverone, Pont-Canavese, Prascorsano, Pratiglione, Quagliuzzo, Quassolo, Quincinetto, Rivara, Rivarolo Canavese, Romano Canavese, Salassa, Salerano Canavese, Samone, San Carlo Canavese, San Colombano Belmonte, San Giorgio Canavese, San Giusto Canavese, San Martino Canavese, San Ponso, Scarmagno, Settimo Rottaro, Settimo Vittone, Strambinello, Strambino, Tavagnasco, Torre Canavese, Valperga, Vauda Canavese, Vestignè, Vialfrè, Vidracco, Villareggia, Vische und Vistrorio
- in der Provinz Biella in folgenden Gemeinden: Cavaglià, Dorzano, Roppolo, Salussola, Viverone und Zimone
- in der Provinz Vercelli in folgenden Gemeinden: Alice Castello und Moncrivello

Die Strada del Vino del Canavese (die Weinstraße des Canavese) führt über die Gemeinden Chivasso, Agliè, Lanzo Torinese, Torre Canavese, Candia Canavese und San Giorgio Canavese.

## Erzeugung
Folgende Weintypen werden erzeugt:
- Canavese rosso
- Canavese rosso novello
- Canavese rosato
- Canavese rosato spumante
- Canavese bianco
- Canavese bianco spumante
- Canavese Barbera
- Canavese Nebbiolo

## Produktionsvorschriften
Die Weißweine der Region (Canavese bianco und Canavese bianco spumante) werden zu 100 % aus der Rebsorte Erbaluce gekeltert. Die optimale Trinktemperatur liegt bei 8 bis 10 °C.
Die Rotweine ohne Spezifikation (Canavese rosso, Canavese rosato und Canavese rosato spumante) müssen zu mindestens 60 % (einzeln oder zusammen) aus den Rebsorten Nebbiolo, Barbera, Uva Rara, Bonarda, Freisa und/oder Neretto di Bairo gekeltert werden. Andere Rebsorten, die im Piemont für den Anbau zugelassen sind, dürfen bis zu höchstens 40 % zugesetzt werden.
Canavese-Weine mit der Spezifikation Nebbiolo oder Barbera müssen zu mindestens 85 % aus der namengebenden Rebsorte hergestellt werden. 0–15 % andere, im Piemont zu Anbau zugelassene Sorten dürfen zugesetzt werden.
Während die roten Weine bei einer Trinktemperatur von 13 bis 15 °C (die sortenreinen Weine bei 16 bis 18 °C) genossen werden sollten, lassen sich die Roséweine am besten bei 10 bis 12 °C trinken.

## Beschreibung

### Canavese rosso
- Farbe: rubinrot, mehr oder weniger intensiv[1]
- Geruch: intensiv, charakteristisch, weinig
- Geschmack: trocken, harmonisch
- Alkoholgehalt mindestens 10,5 % Vol.
- Säuregehalt: min 5 g/l
- Trockenextrakt: min. 19,0 g/l

### Canavese rosato
- Farbe: von rosa bis zu hellem rubinrot[1]
- Geruch: zart, angenehm, weinig
- Geschmack: trocken, harmonisch
- Alkoholgehalt mindestens 10,5 % Vol.
- Säuregehalt: min 5 g/l
- Trockenextrakt: min. 17,0 g/l

### Canavese Barbera
- Farbe: mehr oder weniger intensives rubinrot, manchmal mit violetten Reflexen
- Geruch: charakteristisch weinig, leicht fruchtig
- Geschmack: trocken, harmonisch, körperreich
- Alkoholgehalt mindestens 10,5 % Vol.
- Säuregehalt: min 5 g/l
- Trockenextrakt: min. 20,0 g/l

### Canavese Nebbiolo
- Farbe: rubinrot oder granatrot, manchmal mit orangefarbenen Reflexen[1]
- Geruch: charakteristisch zart, leicht floral
- Geschmack: trocken, körperreich, leicht tanninhaltig
- Alkoholgehalt mindestens 11 % Vol.
- Säuregehalt: min 5 g/l
- Trockenextrakt: min. 20,0 g/l

### Canavese Bianca
- Farbe: strohgelb[1]
- Geruch: charakteristisch, fruchtig, intensiv, angenehm
- Geschmack: trocken harmonisch
- Alkoholgehalt mindestens 10 % Vol.
- Säuregehalt: min 5 g/l
- Trockenextrakt: min. 17,0 g/l